# (8094) 1992 UG3
1992 يو جي 3 (ويعرف أيضًا باسم (8094) 1992 يو جي 3 وفق تسمية الكوكب الصغير) (بالإنجليزية: 1992 UG3)‏ هو كويكب ضمن حزام الكويكبات؛ وترتيبه 8094 من حيث الاكتشاف.
اكتُشف هذا الجُرم الفلكي بواسطة Atsushi Sugie ‏ في 24 أكتوبر 1992.

## وصلات خارجية
- (8094) 1992 UG3 في قاعدة بيانات مختبر الدفع النفاث لأجرام النظام الشمسي الصغيرة

- الاكتشاف · مخطط المدار ·  العناصر المدارية · المعلمات المادية

- (8094) 1992 UG3 على موقع ويكي سكاي: DSS2, SDSS, GALEX, IRAS, Hydrogen α, X-Ray, Astrophoto, Sky Map, Articles and images